# Villa Tadeusz Michejda

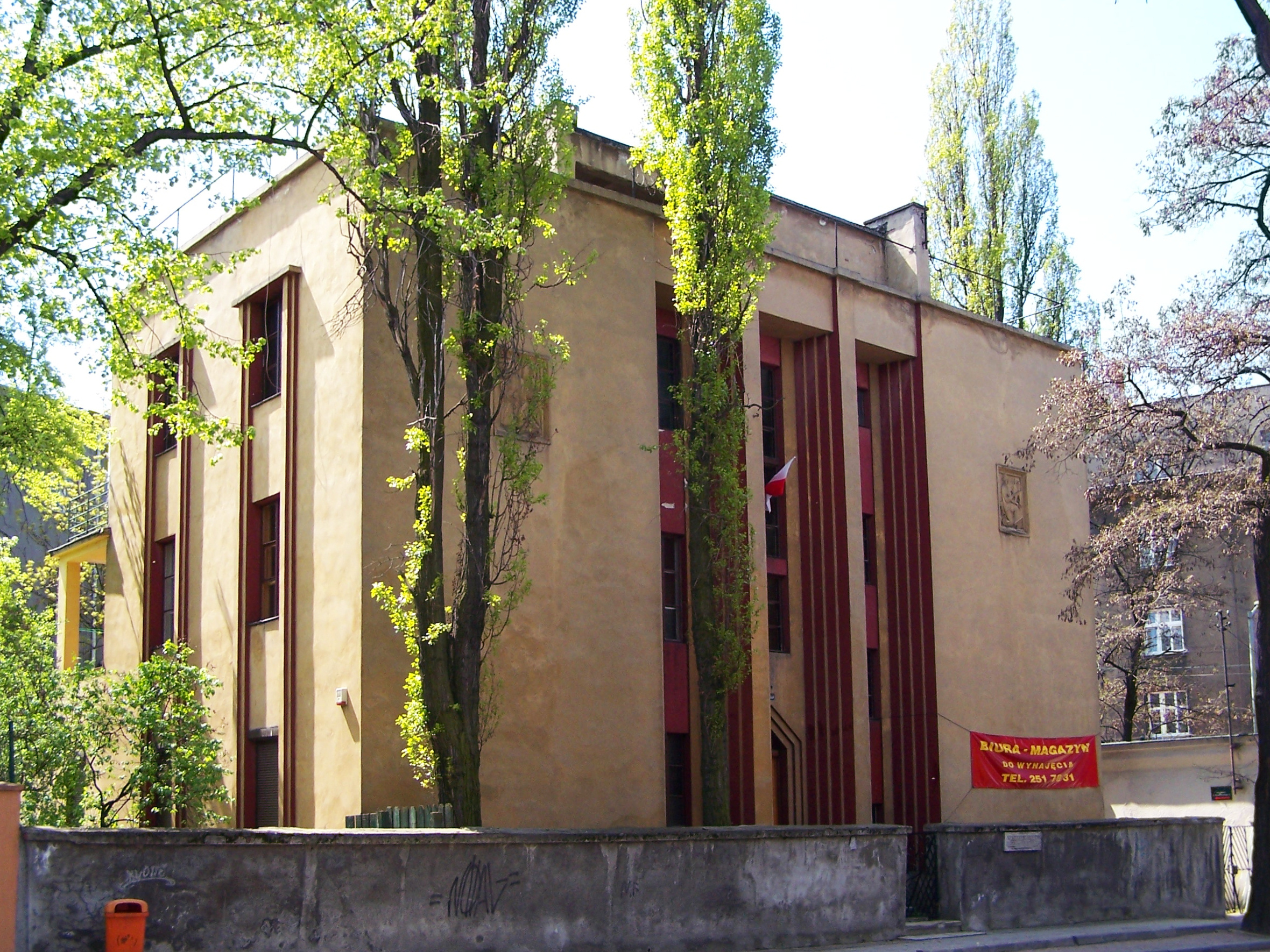
Ansicht von Nordosten, 2013

Die Villa Tadeusz Michejda (polnisch Willa Tadeusza Michejdy) ist eine Villa in Katowice (deutsch Kattowitz, Woiwodschaft Schlesien) in Polen. Sie wurde von 1926 bis 1930 im Stil der Moderne für den Architekten Tadeusz Michejda errichtet und steht seit 1991 unter Denkmalschutz.
Das dreigeschossige Eckhaus steht im Südwesten des Stadtbezirks Śródmieście (Innenstadt) an der Ulica Józefa Poniatowskiego 19. Es hat expressionistische Stilelemente, die dem polnischen Formismus (formizm) zugeordnet werden. Das Gebäude wurde am 30. Dezember 1991 und 26. Oktober 2020 unter den Nummern A/1446/91 bzw. A/721/2020 in das nationale Verzeichnis der Baudenkmäler der Woiwodschaften Katowice bzw. Schlesien aufgenommen.